# AMC (телеканал)
AMC (эй-эм-си) — американский кабельный и спутниковый специализированный телеканал, который первоначально создавался для трансляций классических кинофильмов и ограниченного количества оригинальных шоу. Канал на раннем этапе назывался American Movie Classics, однако с 2002 года в связи со значительными изменениями в программировании был переименован в AMC.
Наиболее известными и успешными проектами канала являются сериалы: «Безумцы», «Во все тяжкие» и «Ходячие мертвецы».
По состоянию на август 2013 года, из домохозяйств подписанных на платные телеканалы, на канал AMC было подписанно 97 699 000 американских семейств. Что составило 85,55 % от общего количества домохозяйств владеющих телевизором.

## История канала

### Период классических фильмов (1984—2002)

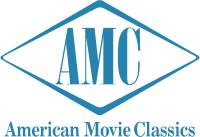
Логотип канала в 2000—2002 годах.

Канал AMC, называвшийся в ту пору American Movie Classics, начал своё вещание 1 октября 1984 года, в качестве платного телевизионного канала. AMC сфокусировался на классических фильмах, в основном снятых в 1950-х годах. Вещание шло с обеда и до раннего вечера. Фильмы транслируемые каналом не прерывались рекламой; как правило, целенаправленно не подвергались редактированию или перемонтажу; также не транслировались цветные версии фильмов. На старте своей деятельности AMC сотрудничал с Rainbow Media и Tele-Communications Inc.. В те годы канал также практиковал «телемарафоны» по трансляции, например, фильмов Братьев Маркс, или демонстрировал фильмы эпохи раннего кинематографа, такие как «Призрак Оперы». В 1987 году канал AMC начал заключать договоры с рядом кабельных каналов. К 1989 году аудитория AMC составила 39 миллионов подписчиков по всем Соединённым Штатам.
С 1 декабря 1990 года канал перешёл на круглосуточное вещание. Начиная с 1993 года, AMC участвует в ежегодном фестивале «Сохранности фильмов» (Film Preservation Festival), для популяризации и расширения помощи по сохранению фильмов.
В 1996 году каналом был запущен первый самостоятельный проект. Им стал сериал «Remember WENN», выходивший до 1998 года. Сериал был посвящён работе одной из радиостанций в эпоху расцвета американского радиовещания в 1930-х годах. Сериал получил смешанные отзывы и выиграл несколько телевизионных наград.
Одной из популярных программ AMC стала программа American Pop!, которая транслировалась с 1998 по 2002 годы. Помимо трансляций классических фильмов, канал пускал в эфир трейлеры послевоенных фильмов, фильмы демонстрировавшиеся en:Drive-in, научно-популярные и информационно-образовательные ролики, которые показывали в кинотеатрах в 40-е — 60-е годы перед началом сеансов; музыкальные номера и песни взятые из фильмов послевоенного Голливуда.
Фильмы транслируемые каналом в 1990-е годы в основной массе представляли собой продукцию нескольких крупнейших голливудских компаний:Paramount Pictures, 20th Century Fox, Columbia Pictures и Universal Studios.
На протяжении 18 лет канал AMC транслировал фильмы не вставляя в них рекламу. Однако со временем AMC начал вставлять ролики между, а чуть позднее, и в сами фильмы.

### Изменение формата и переход к собственным проектам (2002—2009)
30 сентября 2002 года канал AMC изменил формат вещания с классических фильмов на фильмы всех годов создания и собственные проекты.
В 2004 году AMC запустил свой первый реалити-шоу проект «FilmFakers», который оказался неудачным.
В 2006 году канал AMC снял свой первый мини-сериал Broken Trail.
Первым драматическим сериалом канала стал проект «Безумцы», стартовавший в 2007 году, и очень хорошо принятый критикой. Сериал выиграл 15 наград Emmy Awards.
«Во все тяжкие» — телевизионная драма о бывшем учителе химии заболевшего раком, и начавшего заниматься изготовлением метамфетамина, стартовала в 2008 году, и также завоевала множество наград и получила признание критиков.

### «Story Matters Here» (2009—2013)
31 мая 2009 года, во время окончания второго сезона сериала «Во все тяжкие», AMC объявила об очередном ребрендинге канала, с новым слоганом — «Story Matters Here». В конце года канал выпустил новый мини-сериал The Prisoner.
В 2010 году состоялась премьера сериалов Рубикон и «Ходячие мертвецы». Сериал «Рубикон» показал низкие рейтинги и был закрыт после первого сезона. А вот «Ходячие мертвецы» ожидал высокий зрительский интерес. По состоянию на 22 ноября 2022 года, выпущено одиннадцать сезонов сериала, одиннадцатый является заключительным.

### «Нечто большее» (2013—)
31 марта 2013 года, во время трансляции финала третьего сезона «Ходячих мертвецов», AMC объявила об очередном ребрендинге с новым слоганом «Нечто большее» (англ. Something More).

## Вещание русскоязычной версии
8 апреля 2015 года появилась информация о том, что в России будет запущен популярный американский кабельный телеканал — AMC. Планируется, что в течение месяца АМС займет в российских кабельных и спутниковых сетях место другого телеканала американского производства — MGM.
С 1 апреля 2015 года телеканал MGM переименован в АМС и в течение этого месяца в эфире АМС появится новый контент и межпрограммное наполнение, сообщил на своем сайте дистрибьютор канала Universal Communications.
В апреле зрителей телеканала ждут несколько премьер собственного производства AMC, премьеры полнометражных фильмов компании Miramax, а также показы художественных фильмов производства MGM. Помимо фильмов MGM телеканал будет транслировать художественные фильмы производства других киностудий.
1 января 2019 года телеканал был заменён на канал Hollywood, SD-версию телеканала Hollywood HD, который, в свою очередь, является переименованным 1 января телеканалом MGM HD.

## Сериалы
- «Безумцы» (2007—2015)
- «Во все тяжкие» (2008—2013)
- «Ходячие мертвецы» (2010—2022)
- «Ад на колёсах» (2011—2016)
- en:Low Winter Sun (2013)
- «Talking Dead» (2011)
- Comic Book Men (2012)
- Freakshow (2013)
- The Pitch (2012)
- Owner’s Manual (2013)
- Showville (2013)
- Small Town Security (2012)
- «Лучше звоните Солу» (2015—2022)
- «Остановись и гори» (2014—2017)
- «Поворот: Шпионы Вашингтона» (2014 — 2017)
- «Бойтесь ходячих мертвецов» (2015 — 2023)
- «В пустыне смерти» (2015—2019)
- «Проповедник» (2016—2019)
- «По дороге с Норманом Ридусом» (2016 — настоящее время)  Архивная копия от 8 июля 2016 на Wayback Machine
- «Террор» (2018 — настоящее время)